# Евдокимов, Ольга
Ольга Евдокимов — профессор физики российского происхождения в Иллинойсском университете в Чикаго. Она — физик-ядерщик высоких энергий, в настоящее время сотрудничает в двух международных экспериментах: Соленоидальный трекер в эксперименте RHIC (STAR) на релятивистском коллайдере тяжёлых ионов (RHIC), Брукхейвенская национальная лаборатория, Аптон, Нью-Йорк и Компактный мюонный соленоид (CMS) на LHC (Большом адронном коллайдере), ЦЕРН, Женева, Швейцария.

## Образование
Евдокимова получила степень магистра теоретической физики в 1996 году и степень доктора физико-математических наук в 1999 году в Ивановском государственном университете, Иваново, Россия. Кандидатскую диссертацию она выполнила в Лаборатории физики высоких энергий Объединённого института ядерных исследований, г. Дубна, Россия. Её диссертация называлась «Выравнивание и быстрые алгоритмы обработки данных для детекторов с геометрией 4π».

## Карьера
Сначала Евдокимов работала научным сотрудником в Университете Пердью. В 2005 году она присоединилась к Иллинойсскому университету в Чикаго (UIC) в качестве внештатного доцента, в 2006 году стала доцентом. В 2010 году ей присвоили звание ассошиэйт-профессора, а в 2015 году она стала полным профессором. В 2013 году она получила премию Teaching Recognition Award от Совета UIC по выдающимся достижениям в преподавании и обучении.
Евдокимов занимала ряд ключевых руководящих должностей в рамках сотрудничества STAR. Она была руководителем рабочей группы по физике спектров STAR в течение 4 лет. С 2008 по 2011 год она занимала должность одного из заместителей пресс-секретаря. В августе 2016 года она была избрана председателем Институционального совета сотрудничества STAR, в 2018 году она была переизбрана на второй двухлетний срок.
Евдокимов — активный член сообщества физиков. Она была избранным членом Исполнительного комитета пользователей RHIC/AGS (2013–2016 гг.), входила в Исполнительный комитет Группы пользователей NERSC (Национальный центр энергетических исследований и научных вычислений), а в 2018 году была назначена в Консультативный комитет по ядерной науке Министерства энергетики США/Национального научного фонда (NSAC).
В 2017 году она была сопредседателем международной конференции по ультрарелятивистским столкновениям тяжёлых ионов (Quark Matter 2017), которая проходила с 5 по 11 февраля в Чикаго, а также была соредактором тома 967 журнала Nuclear Physics A, в котором сообщалось о результатах, представленных на этой конференции.

## Исследовательские интересы
Исследования Евдокимов сосредоточены на изучении свойств и эволюции КХД-материи в условиях экстремальных температур и плотностей энергии, достигаемых в ультрарелятивистских столкновениях тяжёлых ионов. Форма материи, созданная в таких столкновениях, называется кварк-глюонной плазмой. Она является экспериментальным ядерным физиком и участником двух крупных международных коллабораций: эксперимента STAR на релятивистском коллайдере тяжёлых ионов (RHIC) и эксперимента CMS на Большом адронном коллайдере.
Евдокимов является соавтором более 1000 журнальных публикаций и имеет индекс Хирша 157. Её конкретные исследования внесли вклад в понимание массового производства идентифицированных частиц в кварк-глюонной плазме и их последующего коллективного движения, загадки барионного усиления, а также исследование производства струй и взаимодействия струй со средой и методов исследования гашения струй с помощью многочастичных корреляций.
Она является одним из организаторов одной из четырёх рабочих групп по физике, возглавляющих усилия по организации физических исследований и разработке концепций детекторов в рамках подготовки к реализации электронно-ионного коллайдера.